# Battaglia di San Mauro
La battaglia di San Mauro fu uno scontro armato svoltosi in Sicilia in località Monte San Mauro nei pressi di Caltagirone il 29 dicembre 1945, durante il conflitto per l'indipendentismo siciliano, tra alcuni militanti dell'EVIS (Esercito volontario per l'indipendenza della Sicilia) guidati dal suo comandante Concetto Gallo, e il battaglione Aosta della II Brigata della Divisione sicurezza interna "Sabauda" del Regio Esercito Italiano, insieme ad alcuni militi dei Reali Carabinieri.
Lo scontro, vinto dalle truppe italiane, segnò la fine delle ambizioni separatiste siciliane ma diede impulso a un percorso di concessione di larghe forme d'autonomia alla Sicilia da parte delle istituzioni italiane.
Sul luogo della battaglia è stata eretta una stele commemorativa, raffigurante l’emblema della Trinacria e recante la scritta “esempio per quanti amano la giustizia e la libertà, monito agli oppressori di quanto possa valere la gioventù siciliana.”